# محمد ریاض
محمد ریاض (انگلیسی: Muhammad Riaz؛ زادهٔ ۲۷ فوریهٔ ۱۹۹۶) بازیکن فوتبال اهل پاکستان است.
وی همچنین در تیم‌های ملی فوتبال زیر ۲۳ سال پاکستان و پاکستان بازی کرده است.